# Anthanassa annulata
Anthanassa annulata är en fjärilsart som beskrevs av Higgins 1981. Anthanassa annulata ingår i släktet Anthanassa och familjen praktfjärilar. Inga underarter finns listade i Catalogue of Life.